# ليليان أستير
ليليان أستير (بالفرنسية: Lilian Astier)‏ (ولد في 12 أغسطس 1978) هو لاعب كرة قدم فرنسي سابق.

## روابط خارجية
- ليليان أستير على موقع رابطة كرة القدم الفرنسية للمحترفين (الإنجليزية)
- ليليان أستير على موقع قاعدة بيانات كرة القدم.إي يو (الإنجليزية)
- ليليان أستير على موقع ليكيب (الفرنسية)